# Kościół św. Jana Chrzciciela w Sansepolcro
Kościół św. Jana Chrzciciela w Sansepolcro - dawny budynek sakralny, który znajduje się w Sansepolcro przy via Giovanni Buitoni 9. Zapiski historyczne wspominają o kościele już w 1126 jako o własności opactwa benedyktyńskiego Marzano, znajdującego się na terenie diecezji Città di Castello, przy granicy z diecezją Arezzo. W średniowieczu budowlę nazywano również San Giovanni d'Afra, ponieważ był zbudowany w pobliżu strumienia Afra.
Z pierwotnego gmachu zachował się kamienny portal fasady z napisem mówiącym o przebudowie dokonanej w 1381. Napis został niestety przykryty freskiem przedstawiającym przepowiadanie św. Jana. Budynek jest obecnie siedzibą Muzeum Witraży.